# Mullaghmore
Mullaghmore es una localidad situada en el condado de Sligo de la provincia de Connacht (República de Irlanda), con una población en 2016 de 136 habitantes.
Se encuentra ubicada al noroeste del país, cerca de la montaña Benbulbin y de la costa del océano Atlántico.
Lugar de vacaciones de Luis Mountbatten (conocido como lord Mountbatten, antes Luis de Battenberg), donde fue asesinado por un atentado a manos del IRA.